# Invergowrie
Invergowrie är en ort i Storbritannien.   Den ligger i kommunen Perth and Kinross och riksdelen Skottland, i den norra delen av landet, 600 km norr om huvudstaden London. Invergowrie ligger 19 meter över havet och antalet invånare är 1 659.
Terrängen runt Invergowrie är platt åt sydost, men åt nordväst är den kuperad. Havet är nära Invergowrie åt sydost.  Närmaste större samhälle är Dundee, 5,4 km öster om Invergowrie. Trakten runt Invergowrie består till största delen av jordbruksmark.